# Bujumbura
Bujumbura é a maior cidade do Burundi, com uma população estimada em 1.060.000 habitantes (2019). É o centro económico e de comunicações do país, e foi a sua capital até 2018, quando o então presidente Pierre Nkurunziza anunciou a transferência da capital para Guitega.

## História

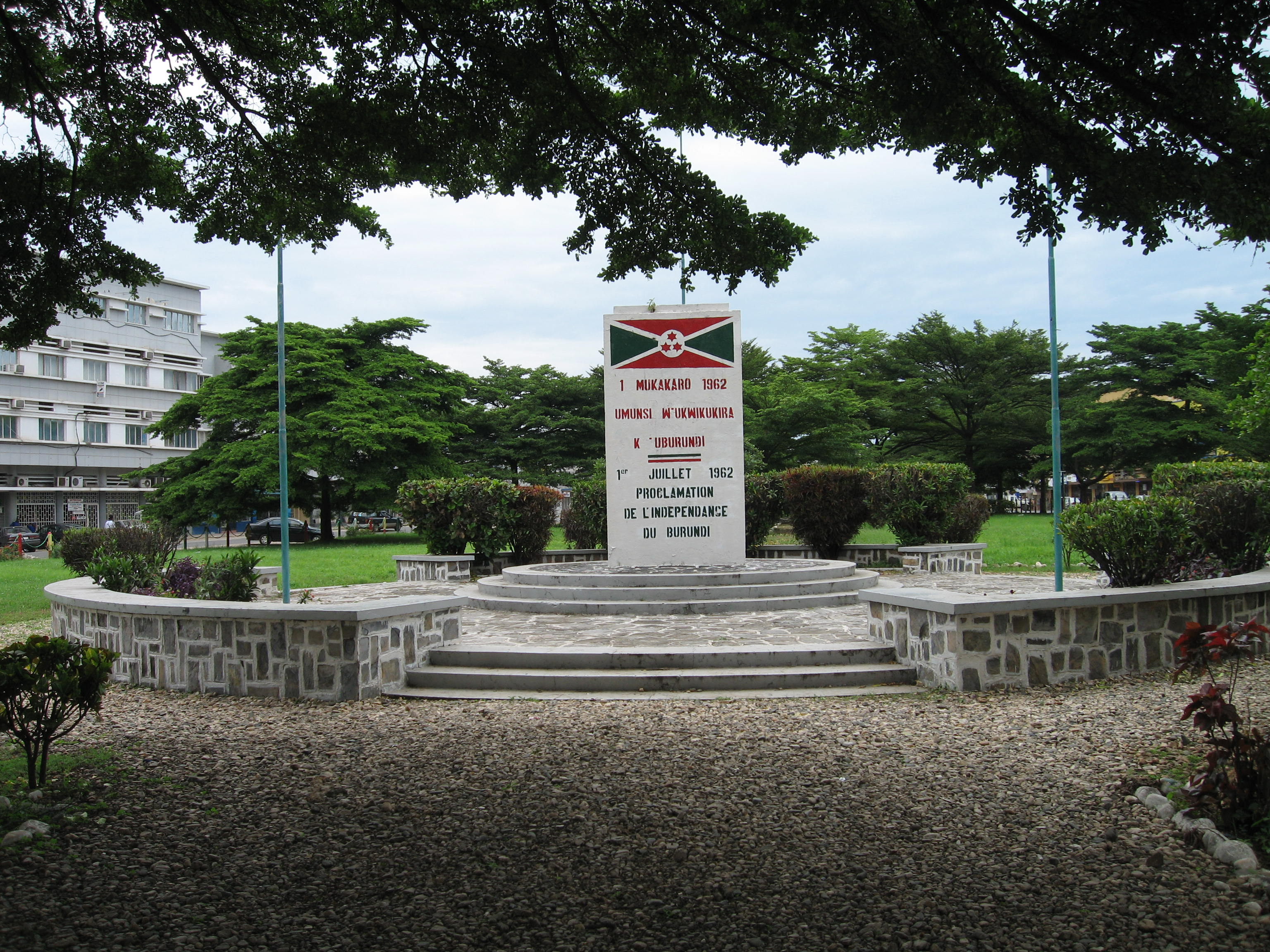
Praça da Independência

Bujumbura cresceu a partir de uma pequena aldeia, depois de se ter tornado um posto militar da África Oriental Alemã em 1889. Depois da Primeira Guerra Mundial, tornou-se o centro administrativo do mandato belga do Ruanda-Urundi, atribuído pela Liga das Nações. A cidade tinha então o nome de Usumbura, que foi mudado para Bujumbura aquando da independência, em 1962. Desde então, tem sido palco de combates frequentes entre os dois principais grupos étnicos do país, com as milícia Hutus a combaterem o exército do Burundi, dominado pelos Tutsis.
Em dezembro de 2018, o governo de Burundi transferiu a capital do país de Bujumbura para a cidade de Guitega.

## Cultura
O centro da cidade é em estilo colonial, com um grande mercado, o estádio nacional, uma grande mesquita e uma catedral. Existem vários museus, incluindo o Museu da Vida do Burundi e o Museu Geológico do Burundi. Perto da cidade ficam o Parque Nacional de Rusizi, uma rocha em Mugere que marca o alegado lugar em que David Livingstone e Henry Stanley se encontraram (embora usualmente se pense que o encontro se tenha realizado em Ujiji), bem como a nascente do afluente mais meridional do Rio Nilo, descrita localmente como a nascente do Nilo.

## Educação

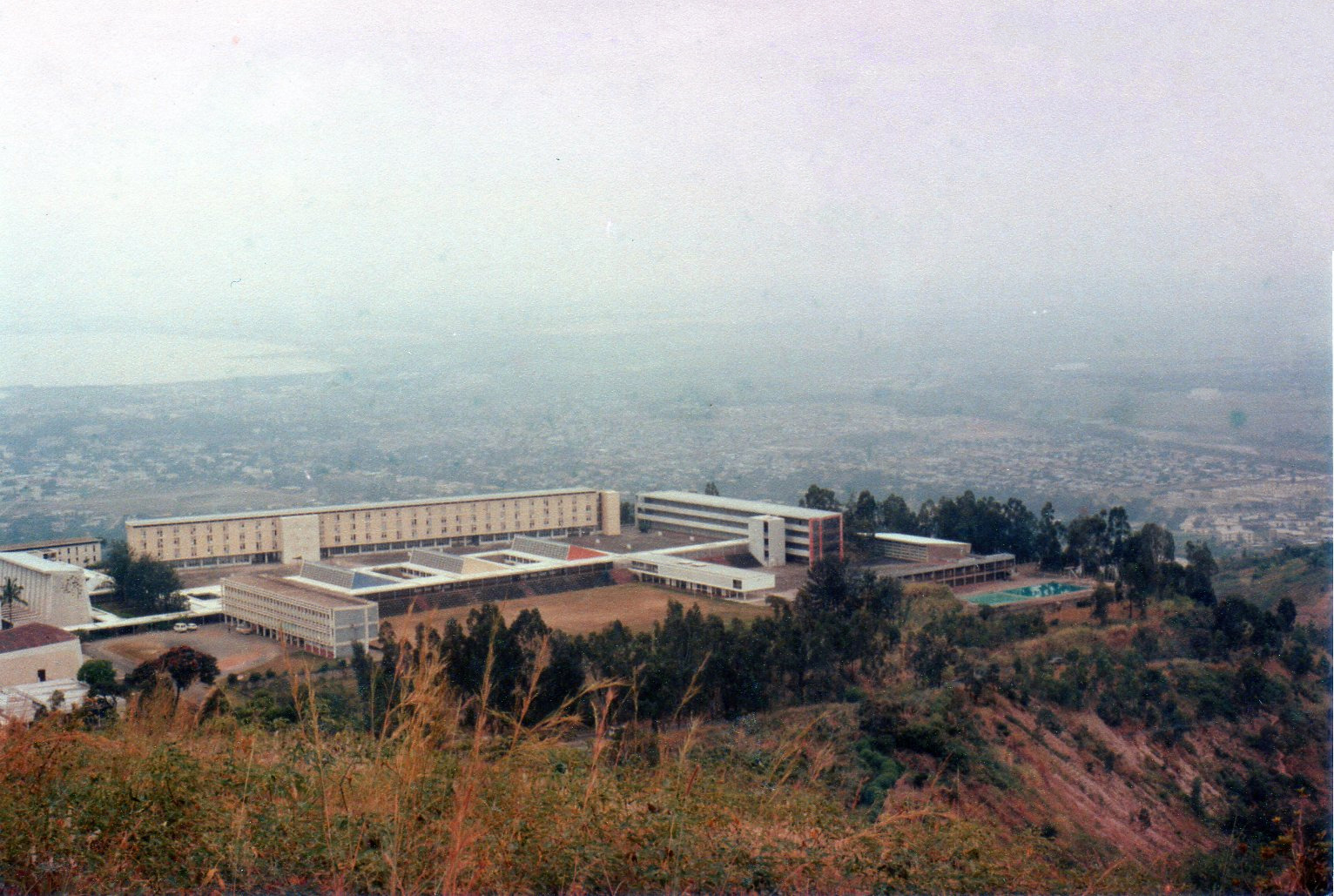
Universidade do Burundi

A Universidade do Burundi foi fundada em 1964.

## Economia
Possui indústrias que incluem cimento, têxtil e fabrico de sabão. A cidade é também o principal porto do Burundi, por ela passando a maior parte do principal produto de exportação do país, o café, bem como algodão, peles de animais e minério de estanho.

## Transportes
Bujumbura encontra-se ligada a Kigoma, na Tanzânia, através de ferryboat. A cidade possui um aeroporto.

## Geografia
A cidade está situada no canto nordeste do Lago Tanganica.

### Clima
| Dados climatológicos para Bujumbura (1961–1990, extremos 1950–1990)                                          | Dados climatológicos para Bujumbura (1961–1990, extremos 1950–1990) | Dados climatológicos para Bujumbura (1961–1990, extremos 1950–1990) | Dados climatológicos para Bujumbura (1961–1990, extremos 1950–1990) | Dados climatológicos para Bujumbura (1961–1990, extremos 1950–1990) | Dados climatológicos para Bujumbura (1961–1990, extremos 1950–1990) | Dados climatológicos para Bujumbura (1961–1990, extremos 1950–1990) | Dados climatológicos para Bujumbura (1961–1990, extremos 1950–1990) | Dados climatológicos para Bujumbura (1961–1990, extremos 1950–1990) | Dados climatológicos para Bujumbura (1961–1990, extremos 1950–1990) | Dados climatológicos para Bujumbura (1961–1990, extremos 1950–1990) | Dados climatológicos para Bujumbura (1961–1990, extremos 1950–1990) | Dados climatológicos para Bujumbura (1961–1990, extremos 1950–1990) | Dados climatológicos para Bujumbura (1961–1990, extremos 1950–1990) |
| Mês | Jan                                                                 | Fev                                                                 | Mar                                                                 | Abr                                                                 | Mai                                                                 | Jun                                                                 | Jul                                                                 | Ago                                                                 | Set                                                                 | Out                                                                 | Nov                                                                 | Dez                                                                 | Ano                                                                 |
| --- | ------------------------------------------------------------------- | ------------------------------------------------------------------- | ------------------------------------------------------------------- | ------------------------------------------------------------------- | ------------------------------------------------------------------- | ------------------------------------------------------------------- | ------------------------------------------------------------------- | ------------------------------------------------------------------- | ------------------------------------------------------------------- | ------------------------------------------------------------------- | ------------------------------------------------------------------- | ------------------------------------------------------------------- | ------------------------------------------------------------------- |
| Temperatura máxima recorde (°C)                                                                              | 34,6                                                                | 35,0                                                                | 34,0                                                                | 35,0                                                                | 32,0                                                                | 32,0                                                                | 33,0                                                                | 33,0                                                                | 33,8                                                                | 34,3                                                                | 33,8                                                                | 34,8                                                                | 35,0                                                                |
| Temperatura máxima média (°C)                                                                                | 29,1                                                                | 29,7                                                                | 29,3                                                                | 29,2                                                                | 29,9                                                                | 29,9                                                                | 29,2                                                                | 30,0                                                                | 30,9                                                                | 30,1                                                                | 29,1                                                                | 28,9                                                                | 29,6                                                                |
| Temperatura média (°C)                                                                                       | 23,9                                                                | 23,9                                                                | 23,9                                                                | 23,9                                                                | 23,8                                                                | 23,6                                                                | 23,3                                                                | 24,3                                                                | 25,2                                                                | 25,1                                                                | 23,7                                                                | 23,9                                                                | 24,0                                                                |
| Temperatura mínima média (°C)                                                                                | 19,2                                                                | 19,3                                                                | 19,3                                                                | 19,6                                                                | 19,1                                                                | 17,6                                                                | 17,2                                                                | 17,4                                                                | 18,6                                                                | 19,1                                                                | 19,1                                                                | 19,1                                                                | 18,7                                                                |
| Temperatura mínima recorde (°C)                                                                              | 14,0                                                                | 15,4                                                                | 14,7                                                                | 15,1                                                                | 16,2                                                                | 13,9                                                                | 11,8                                                                | 13,0                                                                | 14,3                                                                | 14,0                                                                | 15,9                                                                | 15,0                                                                | 11,8                                                                |
| Chuva (mm)                                                                                                   | 100,3                                                               | 85,7                                                                | 117,5                                                               | 111,9                                                               | 56,6                                                                | 8,9                                                                 | 2,7                                                                 | 13,4                                                                | 33,0                                                                | 59,0                                                                | 97,1                                                                | 99,6                                                                | 785,7                                                               |
| Dias com chuva                                                                                               | 16                                                                  | 19                                                                  | 18                                                                  | 18                                                                  | 10                                                                  | 2                                                                   | 1                                                                   | 2                                                                   | 8                                                                   | 15                                                                  | 19                                                                  | 19                                                                  | 147                                                                 |
| Umidade relativa (%)                                                                                         | 77                                                                  | 75                                                                  | 78                                                                  | 79                                                                  | 76                                                                  | 67                                                                  | 63                                                                  | 60                                                                  | 62                                                                  | 68                                                                  | 76                                                                  | 77                                                                  | 72                                                                  |
| Insolação (h)                                                                                                | 167,4                                                               | 158,2                                                               | 176,7                                                               | 165,0                                                               | 210,8                                                               | 255,0                                                               | 272,8                                                               | 251,1                                                               | 213,0                                                               | 189,1                                                               | 150,0                                                               | 164,3                                                               | 2 373,4                                                             |
| Fonte: World Meteorological Organization, Deutscher Wetterdienst (umidade, 1953–1990 e ensolação, 1951–1990) |                                                                     |                                                                     |                                                                     |                                                                     |                                                                     |                                                                     |                                                                     |                                                                     |                                                                     |                                                                     |                                                                     |                                                                     |                                                                     |